# Otmar Seidl

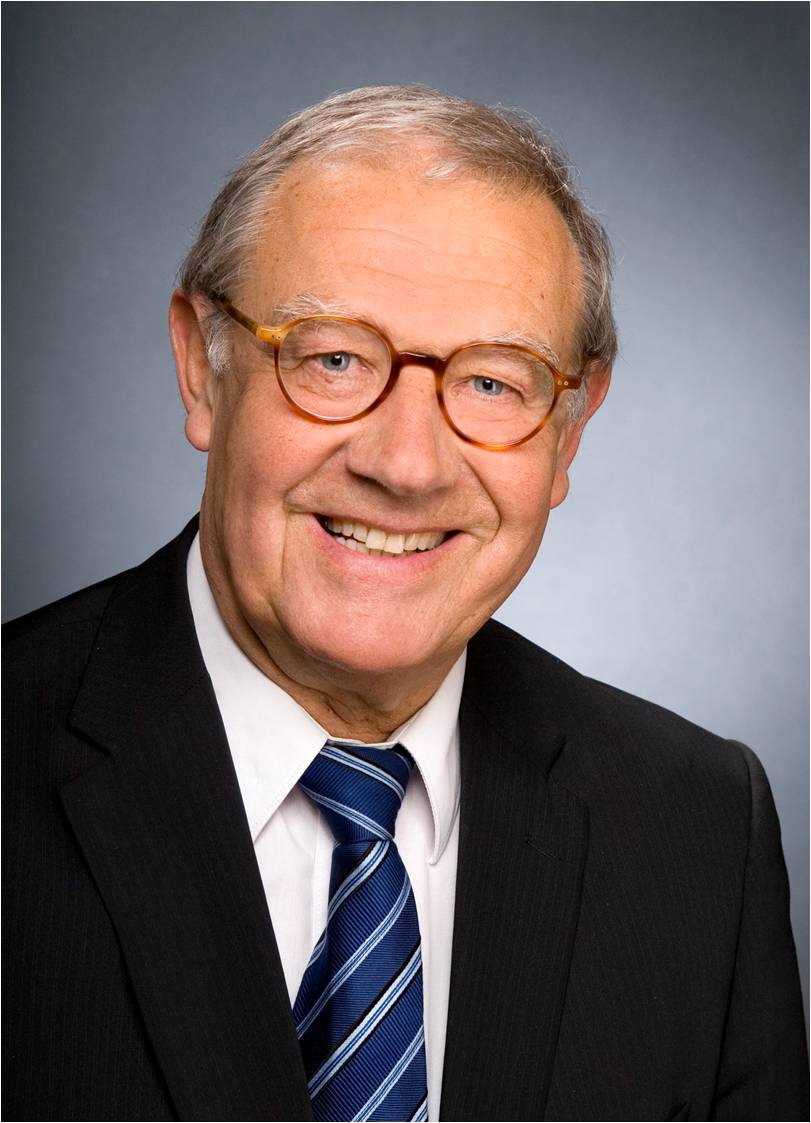
Otmar Seidl (2010)

Otmar Seidl (* 30. Oktober 1944 in Eger, Reichsgau Sudetenland) ist ein deutscher Internist, Psychoanalytiker und Soziologe.

## Leben
Otmar Seidl lebte von 1944 bis 1954 in Waldsassen (Oberpfalz) und besuchte danach das Humanistische Gymnasium des Klosters Ettal. Von 1963 bis 1969 studierte er Humanmedizin an der Universität München. Er absolvierte eine Facharztausbildung als Internist an der Medizinischen Poliklinik der Universität München. Er wurde für eine Arbeit über Lipodystrophie promoviert und arbeitete wissenschaftlich über Stoffwechselstörungen. Einem Studium der Soziologie und Philosophie an der Universität München folgte 1984 eine Promotion bei Emerich K. Francis über Die Territorialität des Menschen. Otmar Seidl wurde bei der Deutschen Psychoanalytischen Vereinigung (DPV) zum Psychoanalytiker ausgebildet und ist Facharzt für Psychotherapeutische Medizin.
Er war von 1985 bis 2008 als Oberarzt an der Abteilung für Psychotherapie und Psychosomatik der Psychiatrischen Klinik der Ludwig-Maximilians-Universität in München tätig. Er ist Gesellschafter des Kondrauer Mineral- und Heilbrunnens in Waldsassen. Seine wissenschaftliche Arbeit gilt vor allem der Psychosomatik und dem Studentenunterricht.

## Schriften (Auswahl)
- Die Territorialität des Menschen. Tuduv, München 1985.
- Zur Psychosomatik des Weichteilrheumatismus, insbesondere der Fibromyalgie. In: Rudolf Klußmann, Manfred Schattenkirchner (Hrsg.): Der Schmerz- und Rheumakranke. Springer, Berlin 1989, S. 59–78.
- Als Psychoanalytiker im psychosomatischen Konsiliardienst. In: Forum der Psychoanalyse. Bd. 13 (1997), S. 338–352.
- Die Klinik als psychoanalytischer Raum. In: Alf Gerlach, Anne-Marie Schlösser, Anne Springer (Hrsg.): Psychoanalyse mit und ohne Couch. Psychosozial, Gießen 2003, S. 180–193.
- Dissoziation und Kreativität – Entrückungen im Alltag. In: Forum der Psychoanalyse. Bd. 19 (2003), S. 149–162.
- mit Michael Ermann, Eckhard Frick und Christian Kinzel: Einführung in die Psychosomatik und Psychotherapie. Ein Arbeitsbuch für Unterricht und Eigenstudium. Kohlhammer, Stuttgart 2006; 3. Auflage 2014, ISBN 978-3-17-026374-1.
- Zur Stigmatisation und Nahrungslosigkeit der Therese Neumann (1898–1962). In: Der Nervenarzt. Bd. 79 (2008), S. 836–844.
- Zeit und Zeitlosigkeit in der Psychoanalyse. In: Forum der Psychoanalyse. Bd. 25 (2009), S. 101–117.

## Wissenschaftliche Schwerpunkte
- Die Bedeutung von inneren Bildern am Beispiel der Stigmatisation mit den Wundmalen Christi.
- Jesus und Maria als verleugnetes Phantasma einer postpartalen Depression. Ikonographische Bausteine zur Psychoanalyse von Bild und Bildwahrnehmung.
- Technik der psychosomatischen Diagnostik und Ursachen von Fehldiagnosen. Psychoanalytische Zugänge zur Inszenierung des Unbewussten im Setting des Krankenhauses.